# Theme To St Tridian's
Theme To ST Tridians este un cântec înregistrat de grupul britanic Girls Aloud pentru a fi inclus pe coloana sonoră a filmului ST Tridians. Soundtrack-ul filmului a fost lansat pe 10 decembrie 2008, în format CD și download digital.

## Informații
Cântecul a primit difuzare pe TV și a fost ajutat să crească în materie de popularitate. Datorită popularității obținute a reușit să obțină un loc #8 în clasamentul The Interactiv Chart al postului britanic MTV Hits. Un videoclip a fost realizat într-un club și cu ajutorul unor secvențe din film. Vânzările s-au ridicat la aproximativ 10,000 de exemplare, ceea ce a fost un adevărat succes, ținând cont de faptul că nu a avut nici suport radio și nicio lansare oficială.

## Prezența în clasamente
Datorită difuzării TV piesa a reușit să intre în topul iTunes, ajungând până pe locul #30, fapt care a ajutat Theme To ST Tridians să urce de pe #96 până pe #51. Clasamentul mijlocului de săptămână arăta că piesa ave mari șanse să urce în top 40, dar în aceeași zi soundtrack-ul a fost șters de pe iTunes și a coborât din top 100 în săptămâna urmăroare. 

## Clasamente
| Clasament (2008)              | Poziția maximă |
| ----------------------------- | -------------- |
| UK Singles Chart              | 51             |
| UK iTunes                     | 30             |
| UK Download                   | 49             |
| MTV Hits The Interactiv Chart | 8              |

## Poziții Săptămânale
UK Singles Chart
| Săptămâna | 1   | 2  | 3  | 4   |
| --------- | --- | -- | -- | --- |
| Poziție   | 165 | 96 | 51 | 123 |

UK Download
| Săptămâna | 1  | 2  |
| --------- | -- | -- |
| Poziție   | 93 | 49 |